# Roëllecourt
Roëllecourt est une commune française située dans le département du Pas-de-Calais en région Hauts-de-France. Ses habitants sont appelés les Roëllecourtois. La commune est membre de la communauté de communes du Ternois.
La commune s’inscrit dans les « paysages du Ternois » tels qu’ils sont définis dans l’atlas de paysages.

## Géographie

### Localisation
Localisée dans le sud du département du Pas-de-Calais, Roëllecourt est une commune rurale de la vallée de la Ternoise située, à vol d'oiseau, à 4 km au sud-est de la commune de Saint-Pol-sur-Ternoise (aire d'attraction) et à 28 km au nord-ouest de la commune d’Arras (chef-lieu d'arrondissement et préfecture du Pas-de-Calais).
Le territoire de la commune est limitrophe de ceux de six communes.
Les communes limitrophes sont Ostreville, Saint-Michel-sur-Ternoise, Maisnil, Foufflin-Ricametz, Ligny-Saint-Flochel et Marquay.

### Géologie et relief
La superficie de la commune est de 9,42 km2 ; son altitude varie de 95  à   150 m.

### Hydrographie
La commune, située dans le bassin Artois-Picardie, est, selon le Service d'administration nationale des données et référentiels sur l'eau (Sandre), drainée par deux cours d'eau :
- la Ternoise, d'une longueur de 41,43 km, qui prend sa source dans la commune d'Ostreville et conflue dans la Canche dans la commune d'Huby-Saint-Leu[4] ;

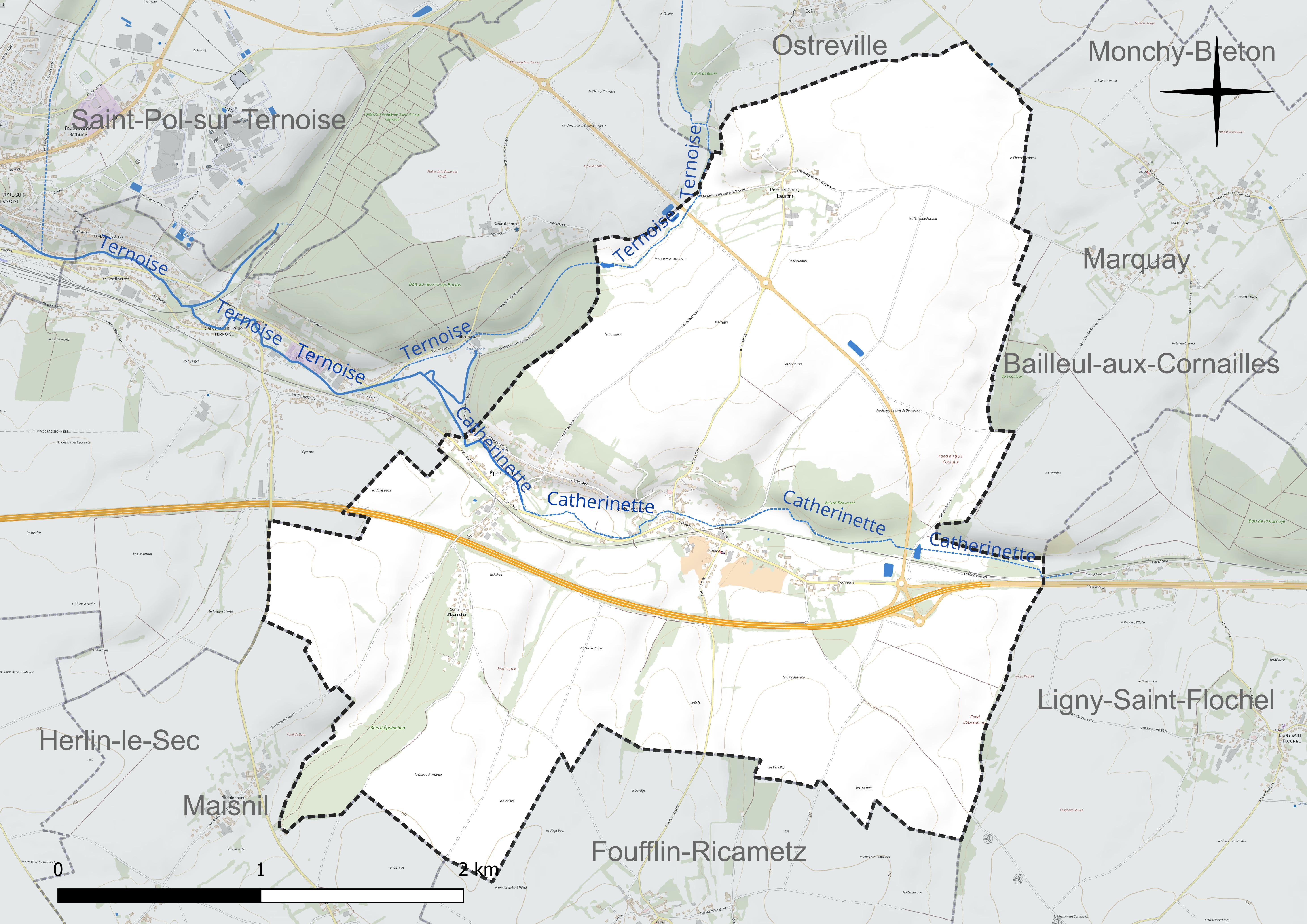
Réseau hydrographique de Roëllecourt.

- la Catherinette, d'une longueur de 3,77 km qui prend sa source dans la commune de Ligny-Saint-Flochel et se jette dans la Ternoise au niveau de la commune de Saint-Michel-sur-Ternoise[5].

### Climat
Pour des articles plus généraux, voir Climat des Hauts-de-France et Climat du Nord-Pas-de-Calais.
En 2010, le climat de la commune est de type climat des marges montargnardes, selon une étude du Centre national de la recherche scientifique (CNRS) s'appuyant sur une série de données couvrant la période 1971-2000. En 2020, Météo-France publie une typologie des climats de la France métropolitaine dans laquelle la commune est exposée à un climat océanique et est dans la région climatique Côtes de la Manche orientale, caractérisée par un faible ensoleillement (1 550 h/an) ; forte humidité de l’air (plus de 20 h/jour avec humidité relative > 80 % en hiver), vents forts fréquents.
Pour la période 1971-2000, la température annuelle moyenne est de 10,1 °C, avec une amplitude thermique annuelle de 14,1 °C. Le cumul annuel moyen de précipitations est de 837 mm, avec 13,4 jours de précipitations en janvier et 9,8 jours en juillet. Pour la période 1991-2020, la température moyenne annuelle observée sur la station météorologique la plus proche, située sur la commune de Humières à 13 km à vol d'oiseau, est de 10,9 °C et le cumul annuel moyen de précipitations est de 856,9 mm,. Pour l'avenir, les paramètres climatiques de la commune estimés pour 2050 selon différents scénarios d'émission de gaz à effet de serre sont consultables sur un site dédié publié par Météo-France en novembre 2022.

### Paysages
Pour un article plus général, voir Paysage en France.
La commune s'inscrit dans les « paysages du Ternois » tels qu’ils sont définis dans l’atlas de paysages de la région Nord-Pas-de-Calais, conçu par la direction régionale de l'Environnement, de l'Aménagement et du Logement (DREAL),.
Ces paysages, qui concernent 138 communes avec trois pôles d’attraction que sont Hesdin-la-Forêt à l'ouest, Saint-Pol-sur-Ternoise à l’est et, dans une moindre mesure, Frévent en lisière sud, sont délimités par deux cours d’eau : la Canche au Sud et la Ternoise au Nord. Ces paysages sont composés de plateaux, de vallées et de bocages. Les plateaux du Ternois montrent une structure tabulaire assez plane et une altitude assez régulière avec des points culminants entre 150 et 160 m.
Le territoire d’une vingtaine de kilomètres du Nord au Sud et d’Est en Ouest, est traversé par la D 939 reliant Saint-Pol-sur-Ternoise à Hesdin-la-Forêt, par la D 912 entre Saint-Pol-sur-Ternoise et Frévent et par la ligne ferroviaire de Saint-Pol-sur-Ternoise à Étaples dans la vallée de la Canche. La position excentrée, en l’absence de grands axes autoroutiers ou ferrés structurants, a permis au Ternois de conserver un caractère rural et une certaine qualité de paysage.
Au niveau de l’occupation des sols, les surfaces cultivées sont omniprésentes sur les plateaux, avec majoritairement la culture de la betterave et de la pomme de terre, et représentent près de 72 % de la surface totale de ces paysages du Ternois, les espaces artificialisés, cantonnés dans les fonds de vallée, représentent 13 % et les surfaces boisées, présentes dans les deux principales vallées de la Ternoise et de la Canche, ne représentent que 6 %.

### Milieux naturels et biodiversité

#### Zone naturelle d'intérêt écologique, faunistique et floristique
L’inventaire des zones naturelles d'intérêt écologique, faunistique et floristique (ZNIEFF) a pour objectif de réaliser une couverture des zones les plus intéressantes sur le plan écologique, essentiellement dans la perspective d’améliorer la connaissance du patrimoine naturel national et de fournir aux différents décideurs un outil d’aide à la prise en compte de l’environnement dans l’aménagement du territoire.
Le territoire communal comprend une ZNIEFF de type 1 : le bois de Saint-Michel-sur-Ternoise, d’une superficie de 194 ha et d'une altitude variant de 25  à   146 mètres. Cette ZNIEFF est occupée dans sa partie centrale par un massif forestier typique des bois artésiens avec hêtraie, érablaie et frênaie.

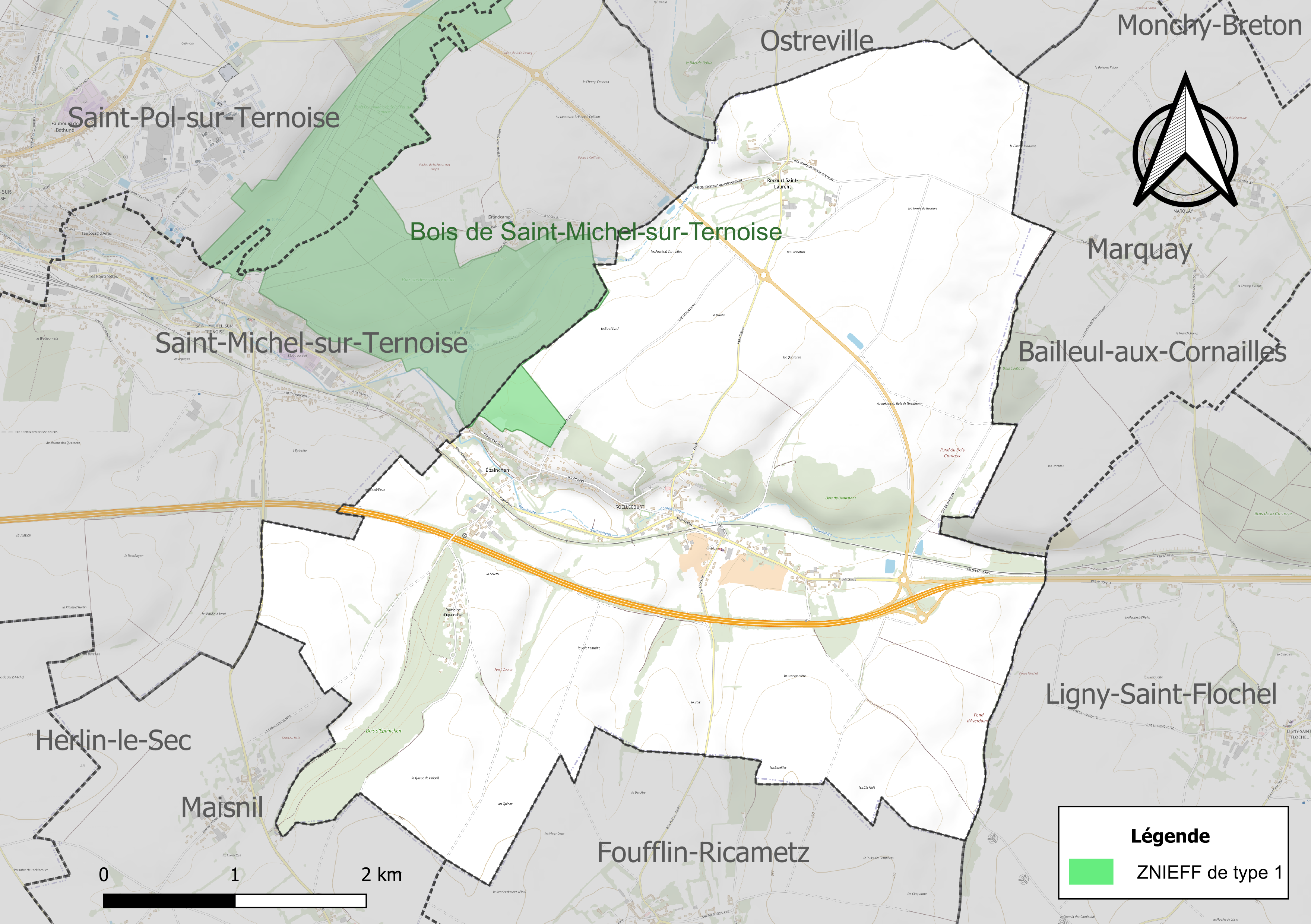
Carte de la ZNIEFF sur la commune.

#### Espèces faunistiques et floristiques
L’Inventaire national du patrimoine naturel (INPN) recense plusieurs espèces faunistiques et floristiques sur le territoire de la commune dont certaines sont protégées et d’autres menacées et quasi-menacées.

## Urbanisme

### Typologie
Au 1er janvier 2024, Roëllecourt est catégorisée commune rurale à habitat dispersé, selon la nouvelle grille communale de densité à sept niveaux définie par l'Insee en 2022.
Elle appartient à l'unité urbaine de Saint-Pol-sur-Ternoise, une agglomération intra-départementale regroupant huit  communes, dont elle est une commune de la banlieue,,. Par ailleurs la commune fait partie de l'aire d'attraction de Saint-Pol-sur-Ternoise, dont elle est une commune de la couronne,. Cette aire, qui regroupe 72 communes, est catégorisée dans les aires de moins de 50 000 habitants,.

### Occupation des sols
L'occupation des sols de la commune, telle qu'elle ressort de la base de données européenne d’occupation biophysique des sols Corine Land Cover (CLC), est marquée par l'importance des territoires agricoles (86,1 % en 2018), une proportion identique à celle de 1990 (86,1 %). La répartition détaillée en 2018 est la suivante : 
terres arables (75,8 %), prairies (10,2 %), forêts (7,8 %), zones urbanisées (6,2 %). L'évolution de l’occupation des sols de la commune et de ses infrastructures peut être observée sur les différentes représentations cartographiques du territoire : la carte de Cassini (XVIIIe siècle), la carte d'état-major (1820-1866) et les cartes ou photos aériennes de l'IGN pour la période actuelle (1950 à aujourd'hui).

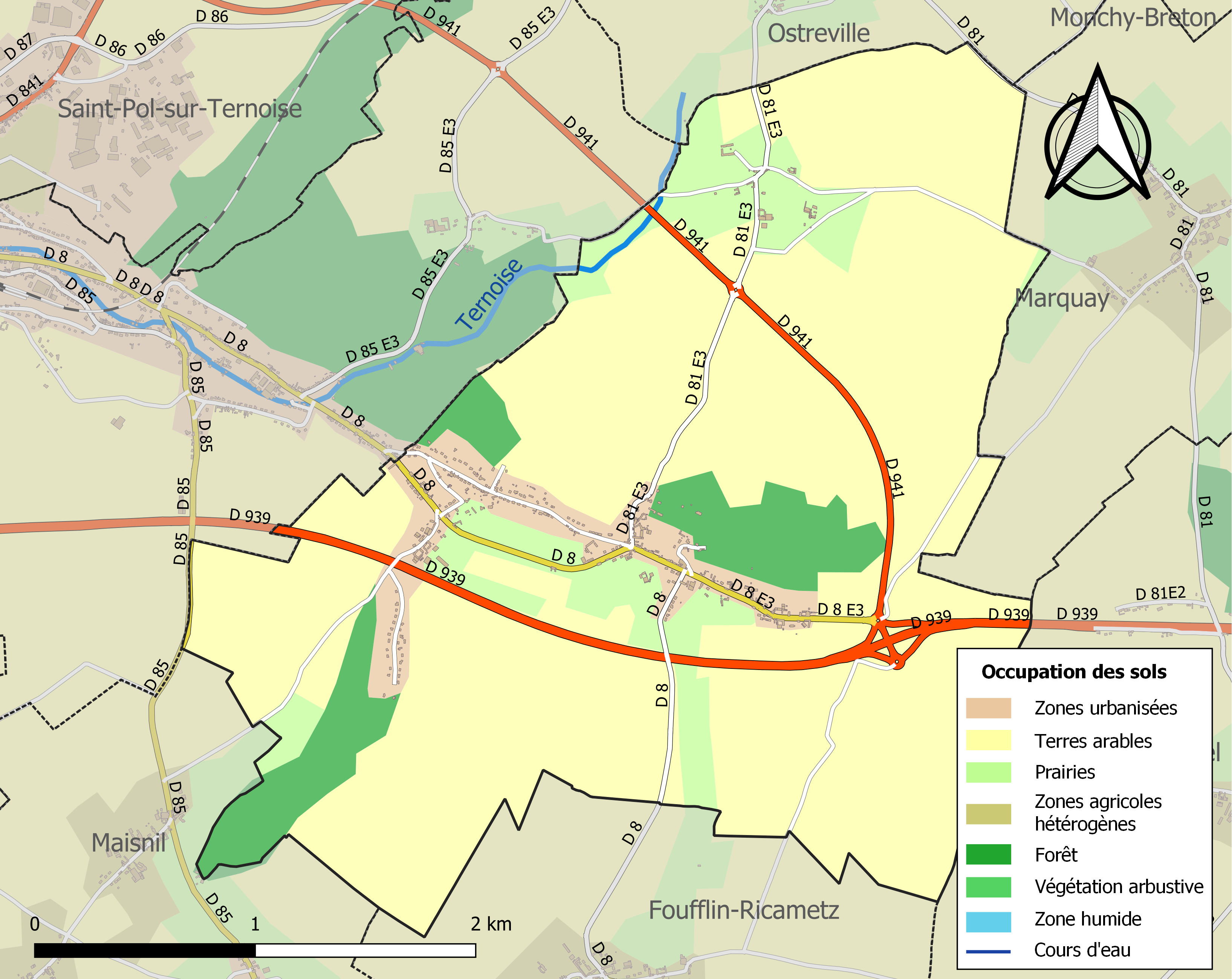
Carte des infrastructures et de l'occupation des sols de la commune en 2018 (CLC).

## Toponymie
Le nom de la localité est attesté sous les formes Rodricourt en 1097 ; Rollicurt de 1131 à 1132 ; Rollicurt en 1153 ; Rolicurtis vers 1159 ; Roillecourt vers 1181 ; Roillicourt en 1222 ; Roillicort en 1226 ; Roellecort, Rollecort en 1249 ; Raulecourt, Rolecourt en 1293 ; Roëlcourt, Roillecourt en 1295 ; Rolecourt en 1263 ; Roullicourt en 1313 ; Rouyllecourt en 1318 ; Roullecourt en 1401 ; Ruillecourt-lès-Avesnes en 1430 ; Ruiellecourt-en-Saint-Pol en 1469 ; Rellicourt vers 1512 ; Ruillecourt 1528 ; Rollecourt-lez-Maignicourt au XVIIIe siècle ; Roillecourt en 1793 ; Roillecourt et Roëllecourt depuis 1801.
Selon Ernest Nègre, Roëllecourt est la Rodili curtis, la ferme de Rodilo, nom d'homme germanique.

## Histoire
D'après l'historien français Auguste de Loisne : « Roëllecourt, en 1789, faisait partie de la sénéchaussée de Saint-Pol et suivait la coutume d'Artois. Son église paroissiale, d’abord diocèse de Thérouanne, puis diocèse de Boulogne, doyenné de Saint-Pol, était consacrée à saint Omer ; l’abbé du Mont-Saint-Éloi présentait à la cure. »
La commune, instaurée lors de la Révolution française, a absorbé entre 1790 et 1794 celle de Epenchain.
Durant la Première Guerre mondiale, un grand parc d’artillerie a été aménagé dans la commune pour préparer une partie des munitions, effectuer leur envoi vers le front et assurer l’entretien du matériel d’artillerie.

## Politique et administration

### Découpage territorial
La commune se trouve dans l'arrondissement d'Arras du département du Pas-de-Calais.

#### Commune et intercommunalités
La commune faisait partie de la communauté de communes du Saint-Polois créée fin 1995.
Dans le cadre de la réforme des collectivités territoriales françaises, par la loi de réforme des collectivités territoriales du 16 décembre 2010 (dite loi RCT)  destinée à permettre notamment l'intégration de la totalité des communes dans un EPCI à fiscalité propre, la suppression des enclaves et discontinuités territoriales et les modalités de rationalisation des périmètres des établissements publics de coopération intercommunale et des syndicats mixtes existants, cette intercommunalité fusionne avec sa voisine, la communauté de communes du pays d'Heuchin, formant le 1er janvier 2013 la communauté de communes des Vertes Collines du Saint-Polois.
Un nouveau mouvement de regroupement intercommunal intervient dans le cadre des dispositions de la loi portant nouvelle organisation territoriale de la République (Loi NOTRe) du 7 août 2015, qui prévoit que les établissements publics de coopération intercommunale (EPCI) à fiscalité propre doivent avoir un minimum de 15 000 habitants. À l'initiative des intercommunalités concernées, la Commission départementale de coopération intercommunale (CDCI) adopte le 26 février 2016 le principe de la fusion de : 

- la communauté de communes de l'Auxillois, regroupant 16 communes dont une de la Somme et 5 217 habitants ;

- la communauté de communes de la région de Frévent, regroupant 12 communes et 6 567 habitants ;

- de la communauté de communes des Vertes Collines du Saint-Polois, regroupant 58 communes et 19 585 habitants

- de la communauté de communes du Pernois, regroupant 18 communes et 7 114 habitants. Le schéma départemental de coopération intercommunale (SDCI), intégrant notamment cette évolution, est approuvé par un arrêté préfectoral du 30 mars 2016,.
La communauté de communes du Ternois, qui résulte de cette fusion et dont la commune fait désormais partie, est créée par un arrêté préfectoral qui a pris effet le 1er janvier 2017. La communauté de communes du Ternois regroupe 103 communes et totalise 37 469 habitants en 2021.

#### Circonscriptions administratives
La commune fait partie depuis 1801 du canton de Saint-Pol-sur-Ternoise. Dans le cadre du redécoupage cantonal de 2014 en France, la composition de ce canton est modifiée et regroupe désormais 88 communes, dont Roëllecourt.

#### Circonscriptions électorales
Pour l'élection des députés, la commune fait partie de la première circonscription du Pas-de-Calais.

### Élections municipales et communautaires

#### Liste des maires
| Période                                  | Période                    | Identité             | Étiquette | Qualité                                          |
| ---------------------------------------- | -------------------------- | -------------------- | --------- | ------------------------------------------------ |
| Les données manquantes sont à compléter. |                            |                      |           |                                                  |
| avant 1988                               | ?                          | Georges Detourne     |           |                                                  |
| mars 2001                                | 2008                       | Claude Brassart      |           | Cultivateur                                      |
| mars 2008                                | 2020                       | Jean-Michel Lefebvre |           | Cadre logistique Réélu pour le mandat 2014-2020, |
| 23 mai 2020                              | En cours (au 4 avril 2022) | Alain Berthe         |           | Ancien cadre,                                    |

## Population et société

### Démographie
Les habitants sont appelés les Roëllecourtois.

#### Évolution démographique
L'évolution du nombre d'habitants est connue à travers les recensements de la population effectués dans la commune depuis 1793. Pour les communes de moins de 10 000 habitants, une enquête de recensement portant sur toute la population est réalisée tous les cinq ans, les populations de référence des années intermédiaires étant quant à elles estimées par interpolation ou extrapolation. Pour la commune, le premier recensement exhaustif entrant dans le cadre du nouveau dispositif a été réalisé en 2007.

En 2022, la commune comptait 520 habitants, en évolution de −4,59 % par rapport à 2016 (Pas-de-Calais : −0,72 %, France hors Mayotte : +2,11 %).
| 1793 | 1800 | 1806 | 1821 | 1831 | 1836 | 1841 | 1846 | 1851 |
| ---- | ---- | ---- | ---- | ---- | ---- | ---- | ---- | ---- |
| 457  | 462  | 456  | 409  | 415  | 391  | 390  | 404  | 409  |

| 1856 | 1861 | 1866 | 1872 | 1876 | 1881 | 1886 | 1891 | 1896 |
| ---- | ---- | ---- | ---- | ---- | ---- | ---- | ---- | ---- |
| 413  | 410  | 407  | 443  | 434  | 421  | 398  | 379  | 385  |

| 1901 | 1906 | 1911 | 1921 | 1926 | 1931 | 1936 | 1946 | 1954 |
| ---- | ---- | ---- | ---- | ---- | ---- | ---- | ---- | ---- |
| 370  | 385  | 387  | 409  | 358  | 350  | 346  | 386  | 332  |

| 1962 | 1968 | 1975 | 1982 | 1990 | 1999 | 2006 | 2007 | 2012 |
| ---- | ---- | ---- | ---- | ---- | ---- | ---- | ---- | ---- |
| 323  | 354  | 366  | 462  | 541  | 595  | 624  | 628  | 574  |

| 2017 | 2022 | - | - | - | - | - | - | - |
| ---- | ---- | - | - | - | - | - | - | - |
| 538  | 520  | - | - | - | - | - | - | - |

#### Pyramide des âges
En 2018, le taux de personnes d'un âge inférieur à 30 ans s'élève à 35,2 %, soit en dessous de la moyenne départementale (36,7 %). À l'inverse, le taux de personnes d'âge supérieur à 60 ans est de 26,6 % la même année, alors qu'il est de 24,9 % au niveau départemental.
En 2018, la commune comptait 269 hommes pour 268 femmes, soit un taux de 50,09 % d'hommes, légèrement supérieur au taux départemental (48,50 %).
Les pyramides des âges de la commune et du département s'établissent comme suit.
| Hommes | Classe d’âge | Femmes |
| ------ | ------------ | ------ |
| 0,4    | 90 ou +      | 0,4    |
| 7,6    | 75-89 ans    | 8,8    |
| 18,5   | 60-74 ans    | 17,5   |
| 22,7   | 45-59 ans    | 22,5   |
| 16,2   | 30-44 ans    | 15,1   |
| 17,6   | 15-29 ans    | 16,7   |
| 17,0   | 0-14 ans     | 19,1   |

| Hommes | Classe d’âge | Femmes |
| ------ | ------------ | ------ |
| 0,5    | 90 ou +      | 1,6    |
| 5,6    | 75-89 ans    | 8,9    |
| 16,7   | 60-74 ans    | 18,1   |
| 20,2   | 45-59 ans    | 19,2   |
| 18,9   | 30-44 ans    | 18,1   |
| 18,2   | 15-29 ans    | 16,2   |
| 19,9   | 0-14 ans     | 17,9   |

## Culture locale et patrimoine

### Lieux et monuments

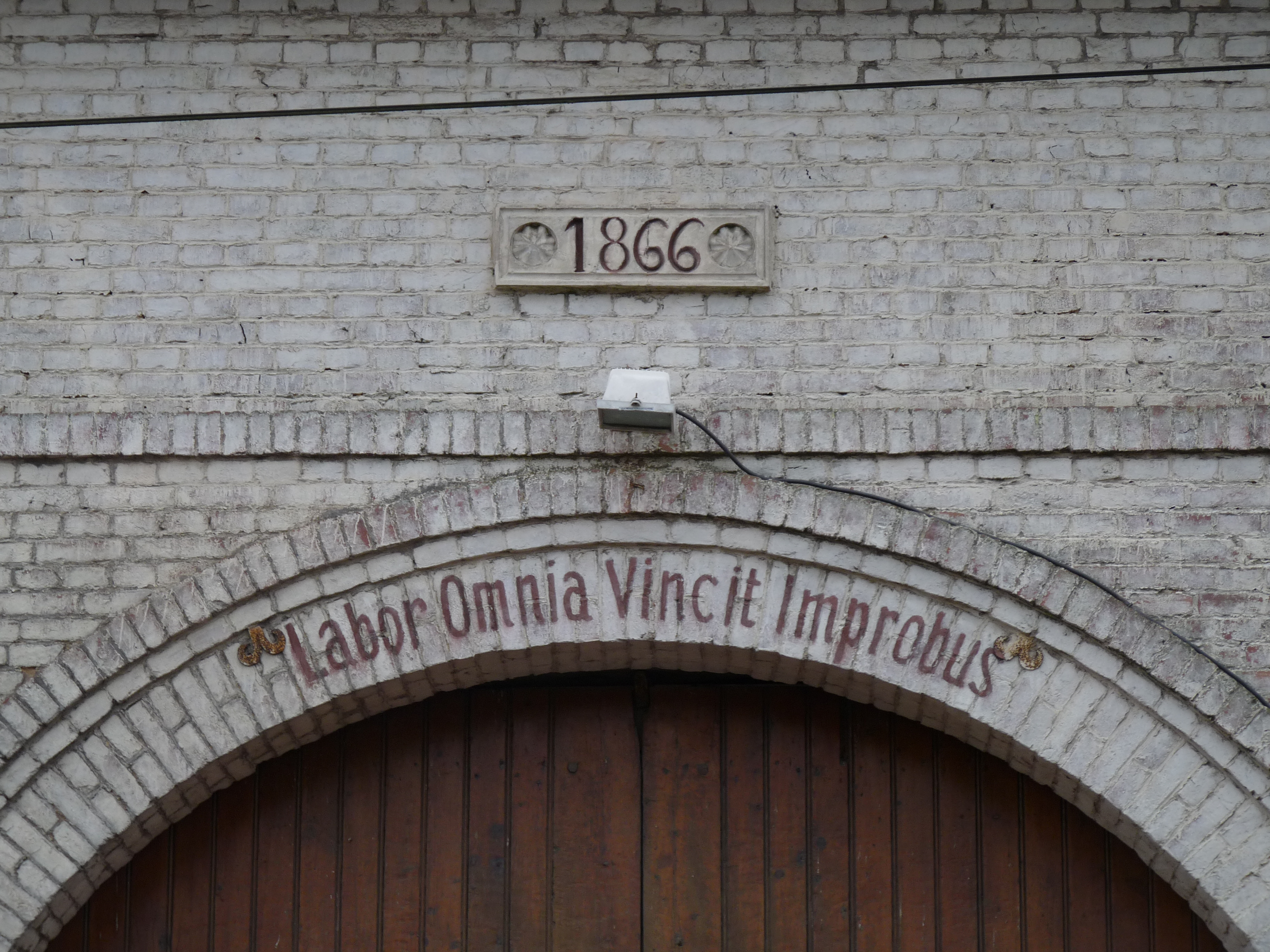
Un porche de ferme : « 1866 » et « Labor Omnia Vincit Improbus ».

- L'église Saint-Omer et son monument aux morts, surmonté d'une croix latine[38].
- Le haras des Jonquilles, situé à l'entrée du village sur le côté gauche en venant de Saint-Pol. Relais de chasse et grange de 1756, entièrement restauré. Le haras a connu une activité intense (courses gagnées) avant la guerre de 1914, venant de son nouveau propriétaire, Camille de Wazières, qui fut le promoteur en France des courses de trot (sulky). Le prix Camille-de-Wazières, qui précède le Prix d'Amérique, est créé en sa mémoire.[réf. nécessaire]

### Personnalités liées à la commune
- Raymond de Wazières (1910-1984), conseiller général puis sénateur de la Somme, né dans la commune.

### Héraldique
| Blason de Roëllecourt | Blason  | Parti : au 1er d'or au puits de gueules, au 2e de gueules à trois coquilles d'or. |
| Blason de Roëllecourt | Détails | Le statut officiel du blason reste à déterminer.                                  |

## Pour approfondir

#### Bases de données, dictionnaires et encyclopédies
- Ressources relatives à la géographie :   - Insee (communes)
  - Ldh/EHESS/Cassini
- Ressource relative à plusieurs domaines :   - Annuaire du service public français
- Notices d'autorité :   - BnF (données)